# Bilbo Saquet
Bilbo Saquet és el protagonista de la novel·la de 1937 de J. R. R. Tolkien El Hòbbit, un personatge secundari a El Senyor dels Anells, i el narrador de ficció (juntament amb Frodo Saquet) de molts dels escrits de Tolkien sobre la Terra Mitjana. El hòbbit és elegit pel màgic Gàndalf per ajudar en Thorin i el seu grup de nans a recuperar Erèbor, la seva llar ancestral i el seu tresor, que ha estat capturat pel drac Smaug. A l'inici d'El Hòbbit, en Bilbo es mostra tímid i amant de la comoditat, però a través de les seves aventures creix fins a convertir-se en un membre útil i enginyós de la recerca.
La forma de vida d'en Bilbo a la Comarca, definida per característiques com la disponibilitat de tabac i un servei postal, recorda la de la classe mitjana anglesa durant l'època victoriana i eduardiana. Això no és compatible amb el món molt més antic dels nans i els elfs. Sembla que Tolkien va basar Bilbo en els viatges del dissenyador William Morris a Islàndia. A Morris li agradava la comoditat de la seva llar, però va créixer a través dels seus viatges aventurers. La recerca de Bilbo s'ha interpretat com un pelegrinatge de gràcia, en el qual creix en saviesa i virtut, i com un viatge psicològic cap a la totalitat.
Bilbo ha aparegut en nombroses adaptacions radiofòniques i cinematogràfiques d'El Hòbbit i El Senyor dels Anells, i en els diversos videojocs que se n'han fet.

## Aparicions

### El Hobbit
El protagonista d'El Hòbbit, Bilbo Saquet, és un hòbbit de mitjana edat. És contractat com a «saquejador», malgrat les seves objeccions inicials, per recomanació del màgic Gàndalf i de tretze nans liderats pel seu rei a l'exili, Thorin Escut-de-roure. La companyia de nans vol recuperar la Muntanya Solitària (o Erèbor) i els seus tresors al drac Smaug. L'aventura porta en Bilbo i els seus companys a través del desert, al refugi dels elfs, Rivendell, a través de les Muntanyes Boiroses on, escapant dels orcs, es troba en Gòl·lum i adquireix un anell màgic. El seu viatge continua a través d'una fugida afortunada de huargs, orcs i foc, fins a casa d'en Beorn el canviformes, a través del Bosc Llobregós, fins a Ciutat del Llac (o Èsgaroth) al mig de Llac Llarg, i, finalment, a la mateixa Muntanya.
Com a saquejador, en Bilbo és enviat per un passatge secret al cau del drac. Roba una copa d'or i la torna als nans. Smaug es desperta i a l'instant nota el robatori i un corrent d'aire fred del passatge obert. Volant, gairebé atrapa els nans fora de la porta i es menja els seus ponis. En Bilbo i els nans s'amaguen dins del passadís. Més tard, en Bilbo torna a baixar al cau d'Smaug per robar-li alguna peça més del tresor, però el drac ara només està mig adormit. Gràcies a l'anell màgic, en Bilbo és invisible, però en Smaug de seguida sent la seva olor. El hòbbit té una conversa enigmàtica amb Smaug, i s'adona que l'armadura del drac té un punt feble. El saquejador s'escapa de les flames del drac mentre corre pel passadís i explica als nans que ha vist que a Smaug li falta una escata al ventre. Un vell corb escolta el que diu i vola per dir-ho a en Bard a Ciutat del Llac.
Smaug s'adona que la Ciutat del Llac ha d'haver ajudat en Bilbo, i mogut per la ràbia vola cap a la ciutat per destruir-la. Els Nans i en Bilbo senten que Smaug ha estat assassinat durant l'atac. Els Nans reclamen la Muntanya Solitària i horroritzen en Bilbo en negar-se a compartir el tresor del drac amb els homes del Llac o els elfs del Bosc Llobregós. En Bilbo troba l'Arkenstone de Thrain, l'herència més preuada de la família de Thorin, però l'amaga. Thorin crida al seu parent Dáin perquè porti un exèrcit de nans. Thorin i els seus nans fortifiquen l'entrada al saló de la muntanya, i són assetjats pels elfs del bosc i els homes del llac. Bilbo intenta rescatar l'Arkenstone per evitar la baralla, però Thorin veu la seva acció com una traïció i desterra en Bilbo. Finalment, arriba en Dain acompanyat d'un exèrcit de Nans i s'enfronta als exèrcits d'Elfs i Homes. En el moment que comença la batalla, hi arriba una multitud d'orcs i huargs per ocupar la muntanya, ara que Smaug és mort. Els exèrcits d'Elfs, Homes i Nans, amb l'ajuda d'Àguiles i en Beorn, derroten els orcs i els huargs. En Thorin és ferit de mort en la batalla, però té temps de fer les paus amb el hòbbit abans de morir. En Bilbo accepta només part del tresor que li corresponia, tot i que encara representa una gran riquesa per a un hòbbit de la Comarca. En Bilbo torna a casa seva a la Comarca i descobreix que diversos dels seus parents, creient que està mort, estan intentant reclamar casa seva i les seves possessions.

### El senyor dels Anells
El Senyor dels Anells comença amb el 111è aniversari d'en Bilbo, seixanta anys després de l'inici d'El Hòbbit. El personatge principal de la novel·la és en Frodo Saquet, el cosí de Bilbo, que celebra el seu 33è aniversari i arriba legalment a la majoria d'edat pels hòbbits. En Bilbo ha conservat l'anell màgic, sense conèixer-ne el veritable poder. Durant tot aquest temps li ha allargat la vida. A la festa, en Bilbo intenta marxar amb l'anell, però en Gàndalf el convenç de deixar-lo a en Frodo. En Bilbo viatja a Rivendell i visita els nans de la Muntanya Solitària abans de tornar a retirar-se a Rivendell i escriure llibres. Gàndalf descobreix que l'anell màgic d'en Bilbo és l'Anell Únic forjat pel Senyor Fosc Sàuron, i posa en marxa la recerca per destruir-lo. En Frodo i els seus amics van començar a la missió trobant en Bilbo, ara òbviament vell, però alegre, a Rivendell. Quan han destruït l'Anell, tornen a la Comarca, passant per Rivendell, on en Bilbo sembla «molt vell, però assossegat i endormiscat». Dos anys més tard, en Bilbo acompanya en Gàndalf, N'Élrond, Na Galàdriel i en Frodo a les Rades Grises, per embarcar-se en un vaixell amb destinació a Tol Eressëa a través del mar

### Narrador
La presumpció narrativa de Tolkien és que tots els escrits de la Terra Mitjana són traduccions del volum fictici del Llibre Vermell de la Franja de Ponent, en Bilbo és l'autor d'El Hòbbit, traductor de diverses «obres dels elfs», i l'autor dels següents poemes i cançons:
- «Cançó de fer camí»[T 22]
- «No és or tot el que lluu», basat en El marxant de Venècia de Shakespeare.[1]
- «L'home de la lluna»,[T 23] adaptat de la cançó infantil anglesa «Hey Diddle Diddle», com si en fos suposadament la seva forma ancestral[2]
- «El camí va sempre envant»[T 24]
- «L'última cançó d'en Bilbo», que descriu la contemplació de Bilbo sobre el seu proper viatge a les Terres Immortals.[3]

## Interpretacions

### Nom
El crític Tom Shippey assenyala que «Baggins» (traduït com a «Saquet» en català) s'assembla als mots bæggin, bægginz en el parlar d'Huddersfield, Yorkshire, on significa un àpat substancial entre els àpats principals, sobretot a l'hora del te, a la tarda; i el senyor Saquet té definitivament, escriu Shippey, «debilitat […] pel seu te». L'elecció del cognom pot estar relacionat amb el nom de la casa d'en Bilbo, Bag End («Atzusac» en català, un joc de paraules entre els termes atzucac i sac). També el nom real de la casa de la tia de Tolkien, de la qual Shippey assenyala que es trobava al final d'un carrer sense sortida. Això s'anomena «cul-de-sac» a Anglaterra, un terme que Shippey descriu com una «expressió ximple», una peça d'«esnobisme d'orientació francesa», i observa que els aspirants socials de Sackville-Bagginses («Vilabossots i de Saquet» en català) han intentat «afrancesar» el seu nom familiar, Sac[k]-ville = «Bag Town», com a marca del seu estatus burgès. El periodista Matthew Dennison, que escriu pel St. Martin's Press, anomena Lobèlia Vilabossots i de Saquet «l'inconfusible vincle de Tolkien amb Vita Sackville-West», una novel·lista aristocràtica i columnista de jardineria tan apassionadament vinculada a la casa de la seva família, Knole House, que no va poder heretar, com li passa Lobèlia amb l'Atzusac. Per contra el burgès és un lladre que irromp a les cases burgeses, i a El Hòbbit se li demana a Bilbo que es converteixi en saquejador (del cau del drac de Smaug). Per Shippey, això mostra que els Saquet i els Vilabossots i de Saquet són «oposats connectats». Observa que el nom de Vilabossots i de Saquet, per a la branca esnob de la família Saquet, és «una anomalia a la Terra Mitjana i un error de to».

### Període
El període d'en Bilbo es pot definir, assenyala Shippey, per la presència del tabac, portat a Europa el 1559 o servei postal, introduït a Anglaterra el 1840. Igual que el mateix Tolkien, Bilbo era «anglès, de classe mitjana; i més o menys victorià o eduardiano», cosa que, com observa Shippey, no pertany al món molt més antic dels elfs, els nans i els mags.

### Personatge

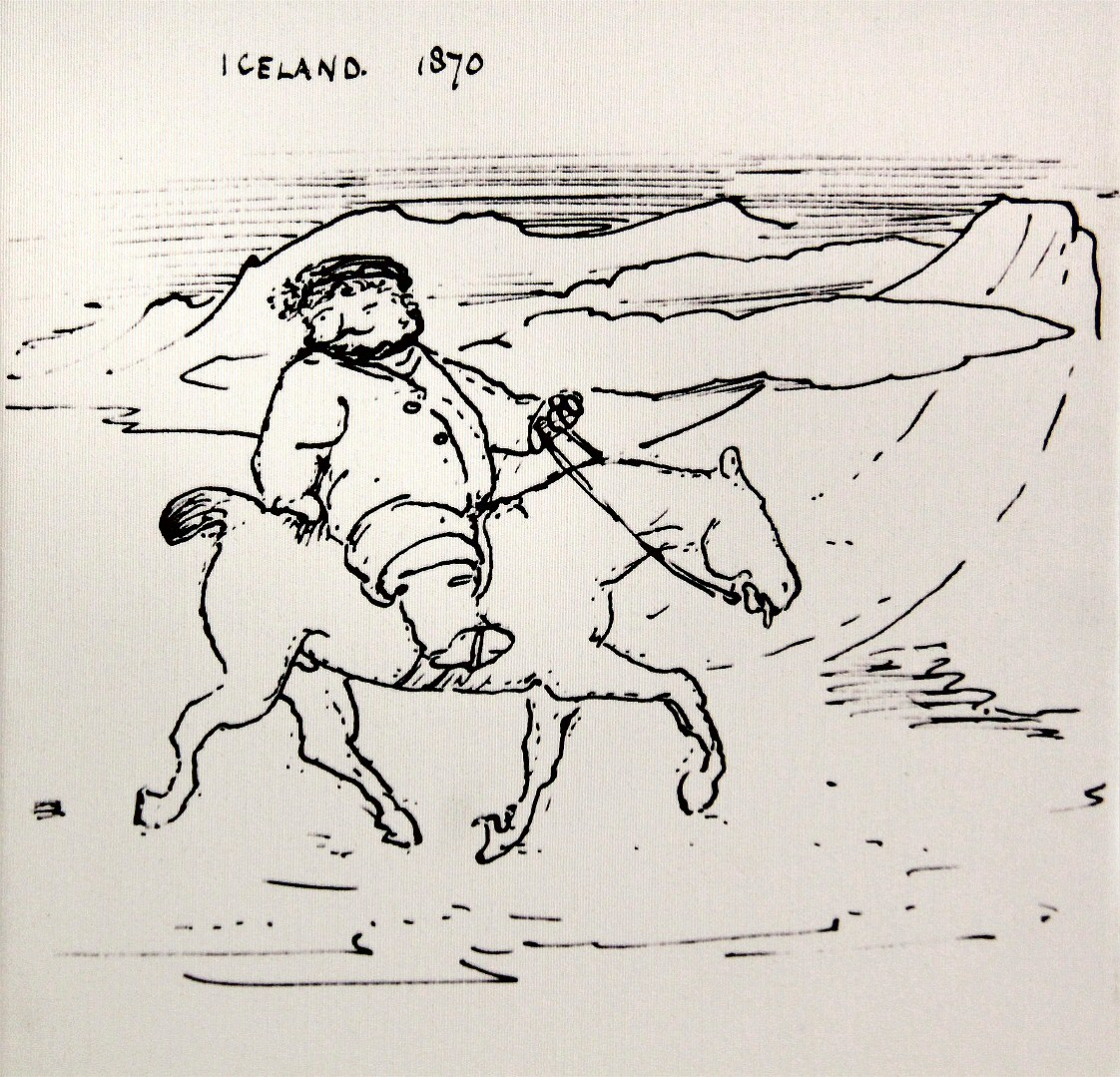
El personatge i les aventures d'en Bilbo coincideixen amb molts detalls de l'expedició de William Morris a Islàndia. Caricatura de Morris muntant un poni pel seu company de viatge Edward Burne-Jones (1870)

Marjorie Burns, una medievalista, escriu que el personatge i les aventures de Bilbo coincideixen amb molts dels detalls del relat de l'escriptor i dissenyador de fantasia William Morris dels seus viatges a Islàndia a principis de la dècada de 1870. Igual que en Bilbo, el viatge d'en Morris cap a la natura comença agradablement en ponis. Es troba amb un home escandalós anomenat Biorn the boaster («el fanfarró») que viu en una casa al costat d'Eyja-fell, i que li diu a Morris, donant-li cops al ventre: «[…]saps que estàs molt gras», de la mateixa manera que en Beorn pica en Bilbo «de manera [encara] més irrespectuosa» i el compara amb un conill grassonet. Burns assenyala que Morris era «relativament baix, una mica rodó i l'anomenava afectuosament "Topsy", pels seus cabells arrissats», totes característiques semblants a un hòbbit. A més, escriu: «Morris a Islàndia sovint tria accentuar l'element còmic i exagerar la seva pròpia ineptitud», així mateix, el seu company, el pintor Edward Burne-Jones, es va burlar suaument del seu amic representant-lo com molt rodanxó en els seus dibuixos del viatge a Islàndia. Burns suggereix que aquestes imatges «són models excel·lents» per al Bilbo que corre esbufegant cap a la Taverna del Drac Verd o «corre darrere d'en Gàndalf i els nans» en la seva missió. Una altra semblança clara és l'èmfasi en les comoditats de la llar: Morris tenia una pipa per fumar, un bany i «àpats regulars i ben cuinats». En Morris semblava tan fora de lloc a Islàndia com en Bilbo ho feia fora de la Comarca, «a la vora del salvatge». Tots dos tenen por de les coves fosques i tots dos creixen a través de les seves aventures.

### Missió
L'escriptor cristià Joseph Pearce descriu El Hòbbit com «un pelegrinatge de gràcia, en el qual el seu protagonista, Bilbo Saquet, es fa gran […] en saviesa i virtut». Dorothy Matthews veu la història més aviat com un viatge psicològic, l'antiheroic Bilbo està disposat a afrontar reptes mentre continua estimant amb fermesa la llar i descobrint-se a si mateix. Al llarg del camí, Matthews hi veu arquetips, talismans i símbols d'acord amb la psicologia analítica de Jung: el vell savi Gàndalf; la mare devoradora de l'aranya gegant, sense oblidar els «dits llargs» de Gòl·lum; el cercle jungià del jo, l'anell; la fugida de les fosques cambres subterrànies empresonades dels elfs del bosc i el simbòlic renaixement de Bilbo a la llum del sol i les aigües del Riu del Bosc; i el drac que guarda el tresor disputat, ell mateix «un arquetip del jo, de la totalitat psíquica». La investigació posterior ha ampliat l'anàlisi de Matthews utilitzant marcs psicològics alternatius com la teoria del desenvolupament d'Erik Erikson.

### Genealogia
L'estudiós de Tolkien Jason Fisher assenyala que Tolkien va afirmar que els hòbbits eren extremadament «clanistes» i tenien una forta «predilecció per a la genealogia». En conseqüència, la decisió de Tolkien d'incloure els Saquet i altres arbres genealògics dels hòbbits a El Senyor dels Anells dona al llibre, des de l'opinió de Fisher, una forta «perspectiva hòbbit». L'arbre també, assenyala, serveix per mostrar les connexions i les característiques familiars d'en Bilbo i Frodo, inclòs el fet que en Bilbo era «un Saquet i un Tuc». Fisher observa que Bilbo és, com Àragorn: una «destil·lació del millor de dues famílies»; assenyala que a El quest d’Érebor, Gàndalf diu «De manera que, naturalment, en pensar en els hòbbits que coneixia, em vaig dir: "Vull una mica dels Tuc […] i vull els fonaments d'una espècie més sòlida, un Saquet, potser". Això assenyalava sens dubte en Bilbo.»
El crític de Tolkien Tom Shippey assenyala que Tolkien estava molt interessat en aquests noms, descrivint extensament els noms de la Comarca a El Senyor dels Anells «Apèndix F». Una categoria eren els noms que no significaven res per als hòbbits «en el seu llenguatge quotidià», com Bilbo i Bungo; alguns d'aquests, com Otho i Drogo a l'arbre genealògic, eren «per accident, els mateixos que els noms anglesos moderns».

## Adaptacions

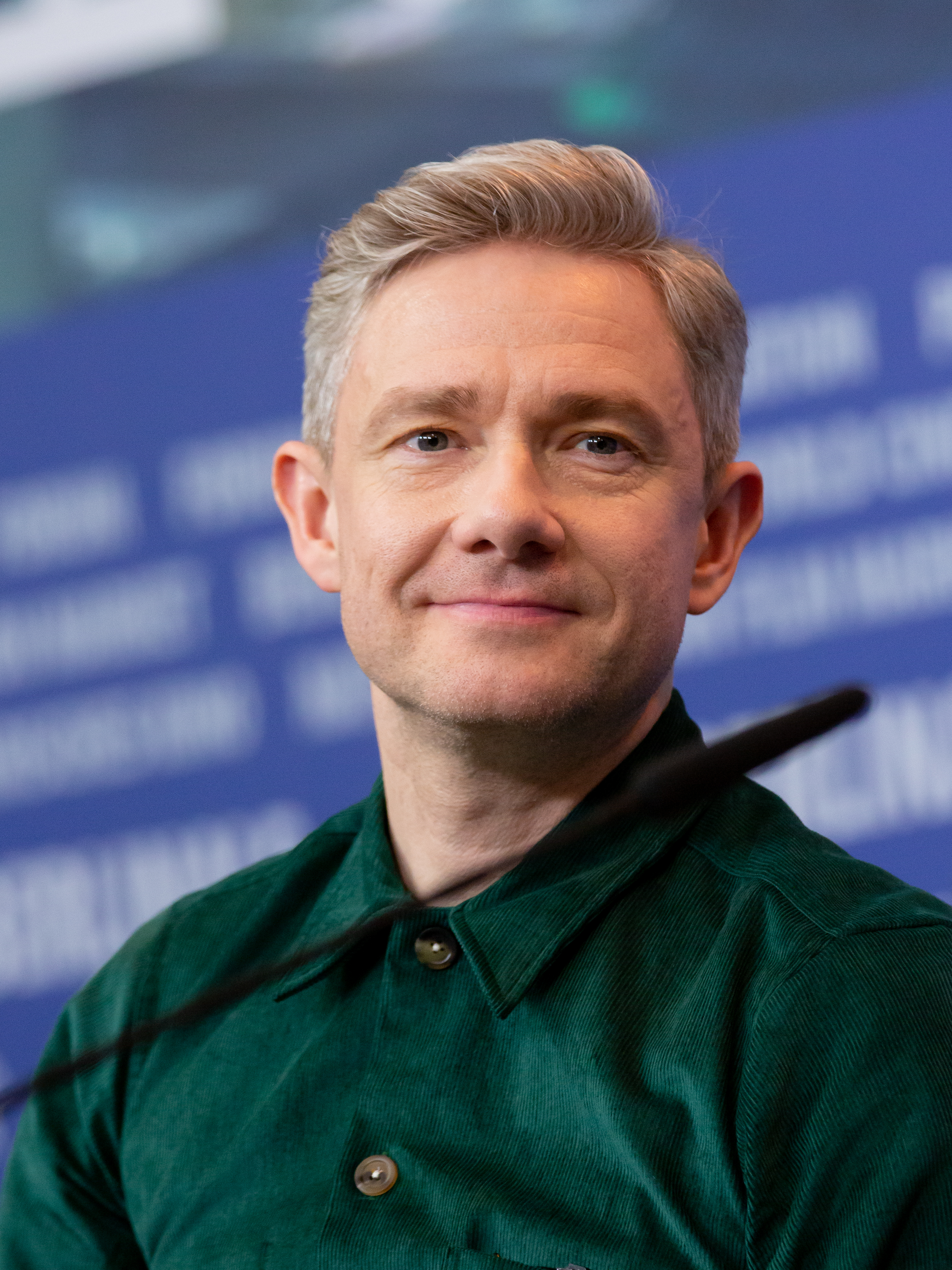
Martin Freeman, actor que interpreta Bilbo Saquet a El hòbbit: un viatge inesperat de Peter Jackson

A la sèrie de 1955–1956 de la BBC Radio El Senyor dels Anells, Felix Felton va interpretar a Bilbo, mentre que a la sèrie de la BBC Radio de 1968 d'El Hòbbit, en Bilbo va ser interpretat per Paul Daneman.
La paròdia de 1969 Bored of the Rings de Harvard Lampoon (és a dir, els seus cofundadors Douglas Kenney i Henry Beard) modifica el nom del hòbbit per «Dildo Bugger».
Nicol Williamson va retratar Bilbo amb un lleuger accent de West Country a l'actuació de 1974 publicada per Argo Records. A la versió animada de 1977 de Rankin/Bass d'El Hòbbit, Bilbo va rebre la veu d'Orson Bean. Bean també va donar veu tant al vell Bilbo com a Frodo a l'adaptació de la mateixa companyia el 1980 de El retorn del Rei.
A la versió animada de Ralph Bakshi de 1978 d'El Senyor dels Anells, Norman Bird va donar la veu a en Bilbo. Billy Barty va ser el model de Bilbo en els enregistraments d'acció en directe que Bakshi va utilitzar per a la rotoscòpia. La història número 3000 que es va emetre al llarg programa infantil Jackanory de la BBC va ser The Hobbit, el 1979. Quatre narradors van explicar la història, amb el paper de Bilbo interpretat per Bernard Cribbins.
A la sèrie de ràdio de la BBC de 1981 El Senyor dels Anells, Bilbo és interpretat per John Le Mesurier. Una versió soviètica sense llicència, anomenada Сказочное путешествие мистера Бильбо Бэггинса, Хоббита («El viatge de conte de fades del Sr. Bilbo Saquet, El Hòbbit») va aparèixer al canal de televisió Leningrad TV el 1985. A la minisèrie de televisió de 1993 Hobitit de l'emissora finlandesa Yle, Bilbo és interpretat per Martti Suosalo.

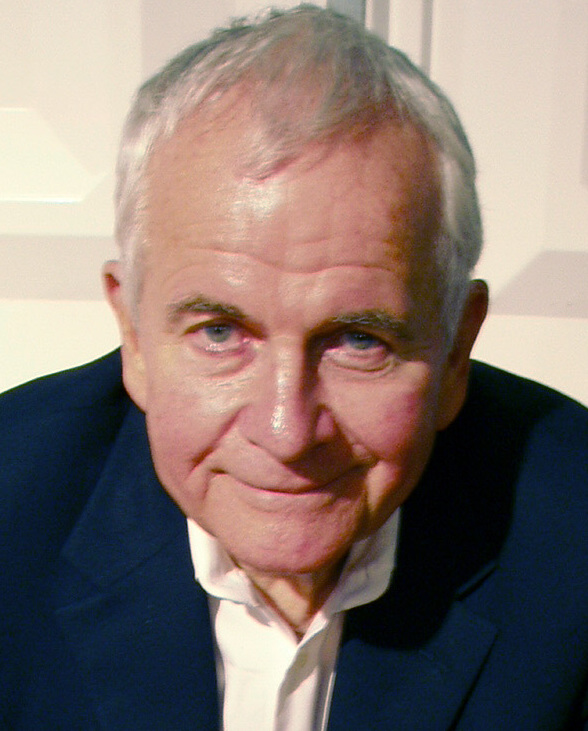
Ian Holm, actor que interpreta el Bilbo Saquet més gran a El Senyor dels Anells: La Germandat de l'Anell de Peter Jackson

A les pel·lícules de Peter Jackson, La Germandat de l'Anell (2001) i El retorn del Rei (2003), Bilbo és interpretat per Ian Holm, que havia interpretat a Frodo a la sèrie de ràdio de la BBC vint anys abans.
Al llarg del videojoc de 2003 El Hòbbit, els jugadors controlen Bilbo, amb la veu de Michael Beattie. El joc segueix la trama del llibre, però afegeix els elements del joc de plataformes i diversos objectius secundaris al llarg de les missions principals. A The Lord of the Rings Online (2007), Bilbo viu a Rivendell, i principalment juga a endevinalles amb l'Elf Líndir a la Sala del Foc.
A la sèrie de pel·lícules El Hòbbit de Peter Jackson, una preqüela d'El Senyor dels Anells, el jove Bilbo és interpretat per Martin Freeman mentre Ian Holm torna a interpretar el seu paper d'un Bilbo més gran a Un viatge inesperat (2012) i The Battle of the Five Armies (2014).

## Homònims
En astronomia, l'asteroide 2991 Bilbo va ser descobert i batejat el 1982. La Unió Astronòmica Internacional anomena les colles (petits turons) a la lluna de Saturn Tità amb els noms dels personatges de l'obra de Tolkien, i el 2012, en va batejar un amb el nom d'en Bilbo.
En taxonomia, la granota sud-africana Breviceps bagginsi (granota de pluja de Bilbo) es va descriure el 2003, mentre que un fòssil trilobit Marjumia bagginsi del període Cambrià es va descriure el 1994. Entre els escarabats anomenats per Bilbo hi ha el «curt i robust» Pericompsus bilbo, descrit el 1974.

### Primàries
Aquesta llista identifica la ubicació de cada element als escrits de Tolkien.
1. ↑  The Hobbit, ch. 1 "An Unexpected Party"
2. ↑  The Hobbit, ch. 2 "Roast Mutton"
3. ↑  The Hobbit, ch. 3 "A Short Rest"
4. ↑  The Hobbit, ch. 4 "Over Hill and Under Hill"
5. ↑  The Hobbit, ch. 5 "Riddles in the Dark"
6. ↑  The Hobbit, ch. 6 "Out of the Frying-Pan into the Fire"
7. ↑  The Hobbit, ch. 7 "Queer Lodgings"
8. ↑  The Hobbit, ch. 8 "Flies and Spiders"
9. ↑  The Hobbit, ch. 9 "Barrels out of Bond"
10. ↑  The Hobbit, ch. 11 "On the Doorstep"
11. ↑  The Hobbit, ch. 12 "Inside Information"
12. ↑  The Hobbit, ch. 15 "The Gathering of the Clouds"
13. ↑  The Hobbit, ch. 17 "The Clouds Burst"
14. ↑  The Hobbit, ch. 19 "The Last Stage"
15. ↑  The Fellowship of the Ring, book 1, ch. 1 "A Long-expected Party"
16. 1 2  The Fellowship of the Ring, book 2, ch. 2 "Many Meetings"
17. ↑  The Fellowship of the Ring, book 1, ch. 2 "The Shadow of the Past"
18. ↑  The Return of the King, book 6, ch. 6 "Many Partings"
19. ↑  The Return of the King, book 6, ch. 8 "The Scouring of the Shire"
20. ↑  The Fellowship of the Ring, Prologue, "Of the Ordering of the Shire"
21. ↑  The Return of the King, "Appendix A – Annals of the Kings and Rulers"
22. ↑  The Fellowship of the Ring, book 1, ch. 3 "Three is Company"
23. ↑  Sung by Frodo but said to have been created by Bilbo. The Fellowship of the Ring, book 1, ch. 9 "At the Sign of the Prancing Pony"
24. ↑  The Hobbit, ch. 19 "The Last Stage"
25. ↑  The Return of the King, "Appendix C – Baggins of Hobbiton"
26. ↑  The Return of the King, "Appendix F", 2, "On Translation"

### Secundàries
1. ↑  The Merchant of Venice, Act 2, scene 7
2. ↑   , p. 515–516. ISBN 978-0-415-86511-1.
3. ↑  Shippey, Tom. J. R. R. Tolkien: Author of the Century.  HarperCollins, 2001, p. 304. ISBN 978-0261-10401-3.
4. ↑  Shippey cites Haigh, W. E.. Glossary of the Dialect of the Huddersfield District.  Oxford University Press, 1928., noting that Tolkien had written the Prologue.
5. 1 2 3  Shippey, Tom. The Road to Middle-Earth.  Grafton (HarperCollins), 1982, p. 66. ISBN 0261102753.
6. 1 2 3 4 5  Shippey, Tom. J. R. R. Tolkien: Author of the Century.  HarperCollins, 2001, p. 5–11. ISBN 978-0261-10401-3.
7. ↑  «cul-de-sac».   Collins English-French Dictionary. [Consulta: 20 abril 2020].
8. ↑  Dennison, Matthew. «Behind The Mask: Vita Sackville-West».   St. Martin's Press, 18-08-2015. Arxivat de l'original el 20 setembre 2015. [Consulta: 20 abril 2020].
9. ↑  Shippey, Tom. The Road to Middle-Earth: How J.R.R. Tolkien Created a New Mythology.  HMH, 2014, p. 114. ISBN 978-0-547-52441-2.
10. 1 2  Burns, Marjorie. Perilous Realms: Celtic and Norse in Tolkien's Middle-earth.  University of Toronto Press, 2005, p. 86–92. ISBN 978-0-8020-3806-7.
11. ↑  Epps, Peter G. «Review of Bilbo's Journey: Discovering the Hidden Meaning of The Hobbit». Christianity and Literature, 64, 12-2014, pàg. 122–126. DOI: 10.1177/0148333114556596c. JSTOR: 26194807.
12. 1 2  Matthews, Dorothy. «The Psychological Journey of Bilbo Baggins». A: Lobdell. A Tolkien Compass. 2a edició.  Open Court, 2003, p. 27-39. ISBN 9780875483030.
13. ↑  Collins, Rory W. Crossing Borders, 4, 2020. DOI: 10.4148/2373-0978.1073 [Consulta: free].
14. 1 2 3 4   Drout, Michael D.C.. , p. 188–189. ISBN 978-0-415-96942-0.
15. ↑  Shippey, Tom. J.R.R. Tolkien: Author of the century.  HarperCollins, 2001, p. 182–183. ISBN 978-0261-10401-3.
16. ↑  «Genome BETA Radio Times 1923 - 2009 Listings».  BBC. [Consulta: 9 maig 2020].
17. 1 2  Robb, Brian J. «ch. 1 Audio Adaptations». A: Middle-earth Envisioned: The Hobbit and The Lord of the Rings: On screen, on stage, and beyond.  Race Point Publishing, 2013, p. 19, 66. ISBN 978-1-937994-27-3.
18. ↑  Beard, Henry. Bored of the Rings.  Gollancz, 2001. ISBN 978-0-575-07362-3. OCLC 47036020.
19. ↑   , 08-02-2011.
20. ↑  «Nicol Williamson». IMDb.
21. ↑  Gilkeson, Austin. «Middle-Earth's weirdest movie: Rankin-Bass' animated The Return of the King».   Tor.com, 24-04-2019. [Consulta: 9 maig 2020].
22. 1 2  Beck, Jerry. The Animated Movie Guide.  Chicago Review Press, 2005, p. 154. ISBN 978-1-56976-222-6.
23. ↑  Hewett, Richard. «Now a Major TV Series: An ode to television tie-ins».   Critical Studies in Television, 04-07-2014. [Consulta: 9 maig 2020].
24. ↑  Green, Willow. «Lord of the Radio».   Empire (Cinemas), 29-11-2001. [Consulta: 6 maig 2020].
25. ↑  Marshall, Colin. «The 1985 Soviet TV Adaptation of The Hobbit: Cheap and Yet Strangely Charming».   Open Culture, 14-08-2014.
26. ↑  «Review of the Lord of the Rings radio adaptation». The Tolkien Library. [Consulta: 12 abril 2020].
27. ↑  «Michael Beattie - 30 Character Images». Behind The Voice Actors. [Consulta: 8 agost 2021]. He is credited as "Michael Beatie".
28. ↑  Lamb, Kevin. «Quest Log». A: The Hobbit PlayStation 2 instruction manual.  Sierra Entertainment, 2003, p. 21–22.
29. ↑   , 04-05-2007.
30. ↑  White, James (2010-10-22). «Martin Freeman Confirmed As Bilbo!». Empire.
31. ↑  Kendrick, Ben. «Sir Ian Holm Returning as Older Bilbo in 'The Hobbit'».   Screenrant, 22-04-2011. [Consulta: 9 maig 2020].
32. ↑  «(2991) Bilbo = 1982 HV = 1982 KB2 = 1975 JC = 1979 SY3». IAU Minor Planet Center. [Consulta: 10 març 2016].
33. ↑  «JPL Small-Body Database Browser: (2675) Tolkien / 1982 GB».  Jet Propulsion Laboratory. [Consulta: 10 març 2016].
34. ↑  «Categories for naming features on planets and satellites». planetarynames.wr.usgs.gov.  International Astronomical Union; US Geological Survey. [Consulta: 29 desembre 2012].
35. ↑  «Bilbo Colles». planetarynames.wr.usgs.gov.  International Astronomical Union; US Geological Survey. [Consulta: 14 novembre 2012].
36. ↑  Minter, Leslie R. African Journal of Herpetology, 52, 1, 6-2003, pàg. 9–21. DOI: 10.1080/21564574.2003.9635473.
37. ↑  Melzak, Adam; Westrop, Stephen R. Canadian Journal of Earth Sciences, 31, 6, 6-1994, pàg. 969–985. Bibcode: 1994CaJES..31..969M. DOI: 10.1139/e94-086.
38. ↑  Erwin, T. L. Smithsonian Contributions to Zoology, 162, 1974, pàg. 1–96.